# Druelle
Druelle è un comune francese di 2 017 abitanti situato nel dipartimento dell'Aveyron nella regione del Occitania.

## Società

### Evoluzione demografica
Abitanti censiti